# Faz o L

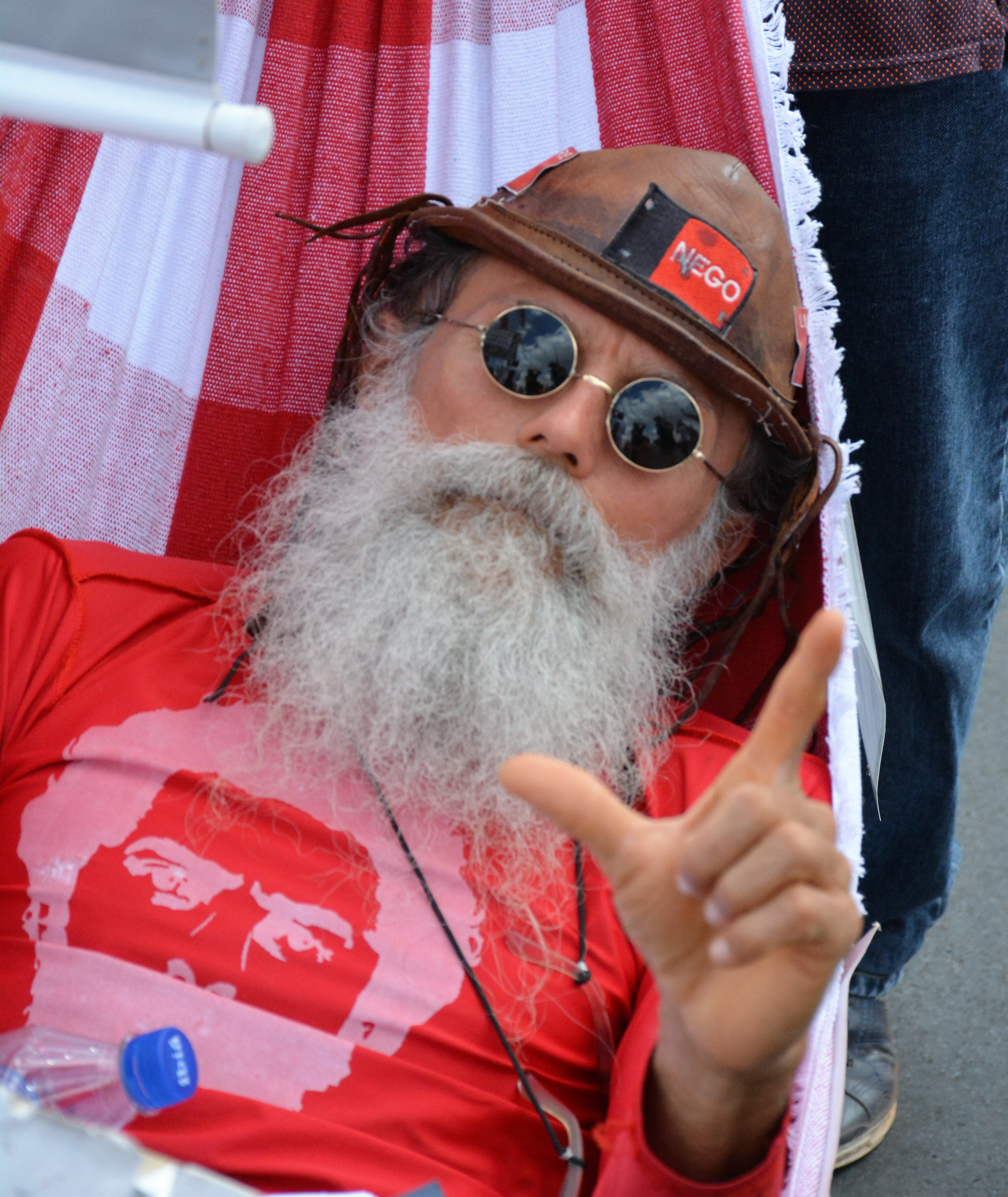
Simpatizante petista haciendo el gesto de la «L», en referencia a Lula da Silva.

Faz o L (en español: Haz la L) es un eslogan de movilización y una referencia al gesto de la mano que fue el sello distintivo de la campaña presidencial de Luiz Inácio Lula da Silva. Se ha convertido en objeto de disputa entre los partidarios del Partido de los Trabajadores (PT) de Lula y los partidarios del entonces mandatario brasileño Jair Bolsonaro en redes sociales. Por un lado, los bolsonaristas han adoptado irónicamente el gesto para criticar las medidas anunciadas por el nuevo gobierno. Por otro lado, los petistas y otros sectores de la izquierda brasileña han venido utilizando el gesto para elogiar su gestión y marcar contrastes con la administración anterior.

## Uso del eslogan

### Por partidarios al gobierno de Lula da Silva
Los simpatizantes del candidato del Partido de los Trabajadores usan la frase para elogiar su administración y resaltar los contrastes con la administración anterior. También comenzaron a usar la frase para reaccionar a las ironías del campo bolsonarista.
Letícia Lourenço, una influencer digital que apoya al PT, se pronunció después de que su casa fuera baleada cinco veces en el barrio Canaã de Ipatinga, Minas Gerais: «He visto comentarios de gente totalmente innecesaria diciendo 'ahora haz la L'. Yo seguiré haciendo la L, porque quien me hizo esto no hizo la L».

### Por opositores al gobierno de Lula da Silva
El eslogan fue utilizado durante la exitosa campaña electoral de Lula ha sido apropiado por campañas de desinformación que atribuyen erróneamente acciones de gobiernos anteriores. Estas campañas utilizan neologismos como fazueli, fazuele, fazoele y fazoeli, y se enfocan en temas como nuevos impuestos, reducción de beneficios sociales y cambios en las leyes laborales.
Por ejemplo, una imagen viral de una pancarta de una gasolinera que afirma que el aumento de los precios del combustible se debe a los impuestos del gobierno de Lula y pide a los que hicieron la «L» que se quejen ante el Partido de los Trabajadores es falsa. La imagen, que fue alterada digitalmente, en realidad era de 2015 y originalmente decía que los clientes deberían quejarse con Dilma Rousseff por el aumento de precio. La foto fue tomada en una gasolinera de Ponta Grossa (Paraná), y el hecho fue provocado por aumentos de impuestos anunciados por el entonces ministro de Hacienda, Joaquim Levy. El objetivo de la publicación, compartida por Eduardo Bolsonaro y otros, era culpar al PT por el aumento del precio del combustible debido a los recientes cambios en los impuestos del gobierno. Este contenido tuvo un amplio alcance en las redes sociales.
En contraste con las noticias falsas difundidas por parte de la oposición, el empresario João Amoêdo también se refiere a la frase. El también fundador del partido político derechista Partido Nuevo, causó revuelo cuando mostraba su apoyo al entonces candidato Lula da Siva. En diciembre de 2022, después de las elecciones generales, afirmó que «me piden que haga la L, pero no voy a hacer la L. Quería quitar la B (en referencia a Bolsonaro) y la misión se cumplió».